# Collision (Héroes)
"Collision" es el cuarto episodio de la serie de televisión estadounidense Héroes.

## Trama
Matt Parkman despierta en una extraña habitación, encontrando a su lado a Noah Bennet, quien le dice que todo lo que le están haciendo al día siguiente ya no importara. Matt hace esfuerzos por leer la mente de Noah, pero el Haitiano se expone y Bennet le advierte a Matt de hacerlo pero, para la sorpresa de Noah, Matt logra conseguir la palabra «Claire». Noah entonces le ordena al Haitiano que este le borre la memoria a Matt. 
Claire Bennet sale del trance en el que quedó tras el accidente con Brody y aprovecha un descuido de la cremera para escapar a su hogar. Completamente aturdida por el acontecimiento vuelve a su típica vida, pero luego de ver que Brody ha violado a otras estudiantes decide hacerlo pagar. Esa misma noche Claire se queda hasta tarde para ir a su hogar en el auto de Brody y, curiosamente, ella se ofrece a conducir. Durante el viaje ella le asegura muy bien a Brody que no dejará que se salga con la suya, sin embargo un Brody muy escéptico le dice que no hay nada que pueda hacer al respeto, a lo que Claire le responde «puedo hacer esto» y acto seguido estrella el auto contra una pared. 
Hiro Nakamura y Ando llegan a Las Vegas. Una vez allí Ando, sintiéndose con suerte, comienza a entrar en las apuestas, pero Hiro lo desaprueba y decide que será mejor continuar con su misión; no obstante, es demasiado tarde porque las apuestas están cerradas, así que decide usar sus poderes y ayudar a Ando a ganar dinero. Las cosas se complican cuando Ando le implora a Hiro a seguir usando el mismo método, siendo buscados por unos hombres, quienes al parecer están muy convencidos de que los japoneses hicieron trampa. Ando les advierte sobre la capacidad de Hiro y un hombre noquea a Hiro.
Niki y Micah son alcanzados por más hombres de Linderman y les llevan hasta la Sra. Sakamoto, quien le informa a Niki que estarán libre de la deuda con Linderman si acepta ser usada como cebo para un político que llegara a Las Vegas. Niki acepta a duras penas y comienza a seducir a Nathan Petrelli, pero a la mitad del plan se rinde y se marcha, siendo atrapada por un hombre de Linderman que le advierte sobre no volver a ver a Micah. Niki comienza a actuar extraña y noquea fácilmente al hombre, así como también lo amenaza de muerte, vuelve con Nathan y comienzan a hacer el amor. 
Isaac decide continuar pintando el futuro, aún en contra de los deseos de Simone, usando heroína. Una vez consumida, los ojos se le ponen blancos y comienza a pintar una escena en la que Claire es atacada por Sylar. 
Peter Petrelli visita a Mohinder Suresh -quien anteriormente le advirtió a Nathan sobre el peligro que corre por un hombre llamado Sylar- aunque sin mucho éxito. Peter confunde a Mohinder con Chandra Suresh y le informa creer «ser uno de ellos», y un Mohinder muy escéptico le dice que necesita pruebas. Peter le ofrece buscar a las personas especiales para así poder copiar el poder de dichas personas. Nathan, que se encontraba en Las Vegas, va a visitar a Isaac con Peter, pero este no los atiende, debido a que se encontraba en un trance de precognición. Por último, Peter, algo desanimado por el fracaso que implicó toda su tarea, se dirige a su hogar en el metro con Mohinder y de pronto el tiempo se detiene y de la nada un Hiro del futuro aparece para darle un «mensaje».